# Visoko
Visoko (în sârbă Високо, bs[ʋǐsɔkɔː]) este un oraș și o comună în Cantonul Zenica-Doboj din Federația Bosniei și Herțegovinei, o entitate din statul modern Bosnia și Herțegovina. La recensământul din 1991, comuna Visoko a avut o populație de 46.160 de locuitori, iar la cel din 2013, comuna Visoko a avut o populație de 39.838 de locuitori. Situat între Zenica și Sarajevo, Visoko se află pe râul Bosna, în zona în care râul Fojnica se varsă în râul Bosna. Comuna Visoko este organizată în 25 de comunități locale și are o suprafață de 230,8 km2. 
Regiunea Visoko are dovezi de locuire continuă, primele urme de viață datează din mileniul al V-lea î.Hr., iar săpăturile arheologice de la Okolište au găsit una dintre cele mai mari așezări neolitice aparținând culturii Butmir din sud-estul Europei.
A fost un centru politic și comercial timpuriu al statului medieval bosniac și locul unde a fost încununat primul rege bosniac Tvrtko I. Orașul vechi Visoki, situat pe dealul Visočica, a fost o fortăreață importantă din punct de vedere politic, iar orașul interior Podvisoki a fost un exemplu timpuriu de zonă urbană medievală bosniacă. După căderea Regatului Bosniei, orașul medieval Visoko s-a dezvoltat ca un oraș otoman, iar rolul cheie în dezvoltare l-a avut beiul local bosniac Ajas-pașa.
Domnia otomană s-a încheiat în 1878, când Vilaietul Bosniei a fost ocupat de Austro-Ungaria. La 11 noiembrie 1911, în ultimii ani ai stăpânirii austro-ungare, orașul a ars accidental aproape complet. Înainte de Războiul Bosniac, Visoko era cel mai mare exportator de textile și piele al Iugoslaviei socialiste. Din 2006, Visoko a fost vizitat de zeci de mii de turiști în principal din cauza afirmațiilor pseudo-arheologice ale lui Semir Osmanagić privind existența unor piramidele bosniace îngropate.

## Geografie

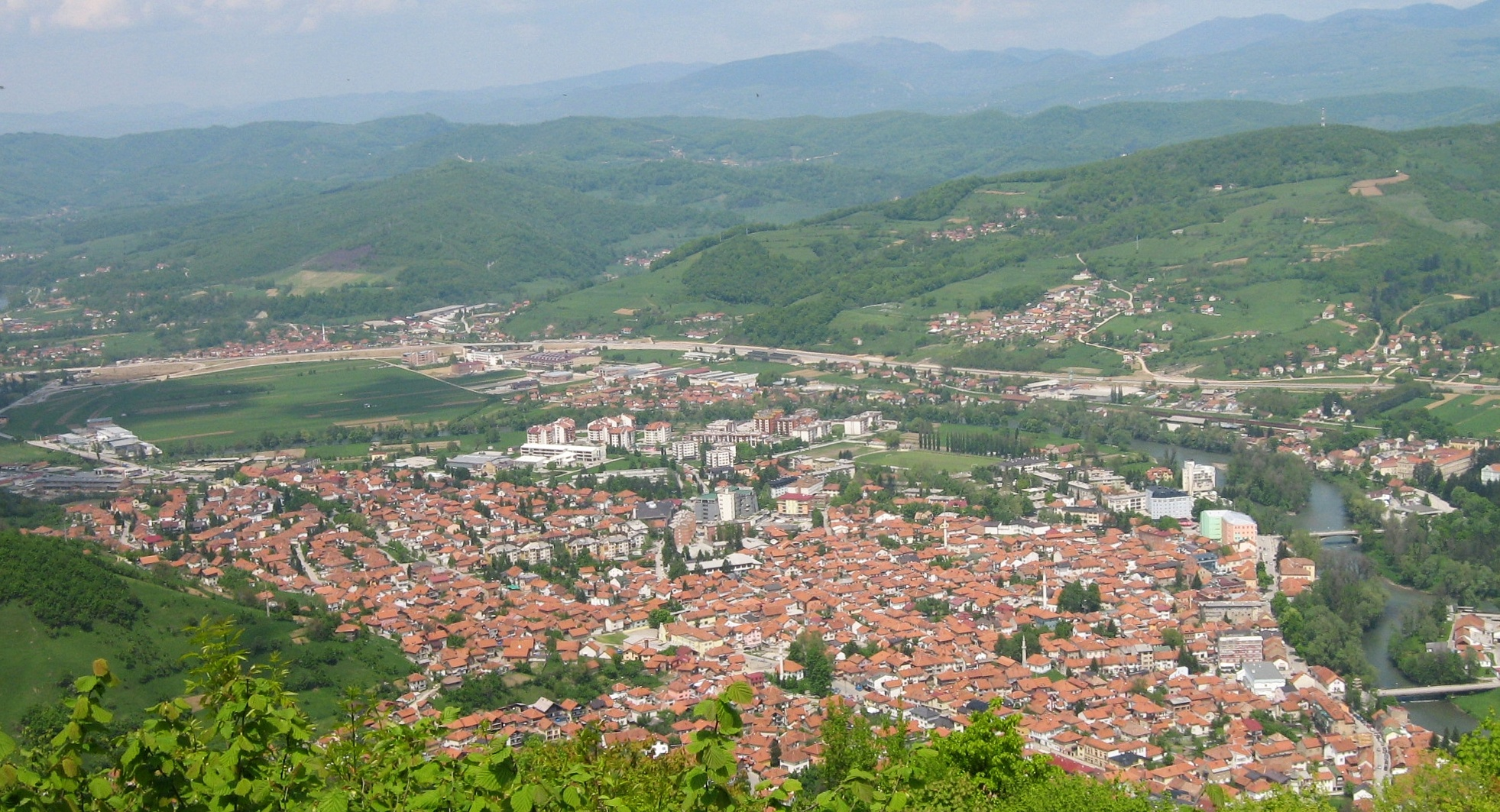
Visoko văzut de pe dealul Visočica

Comuna Visoko acoperă 230,8 de kilometri pătrați cu mai multe văi caracteristice, morfologic diferite, formate la poalele munților din Bosnia Centrală, inclusiv Ozren, Vranica și Zvijezda. Altitudinea regiunii este cuprinsă între 400 și 1.050 de metri. Mediul natural Visoko este definit de văile râurilor Bosna și Fojnica. Comuna se învecinează cu orașele Kiseljak, Busovača, Kakanj, Vares, Breza, Ilijas și Ilidža și este conectată cu trenul la coasta Mării Adriatice.

## Infrastructură
Visoko este conectat direct la autostrada de-a lungul rutei europene E73 (autostrada A1), care o conectează direct cu Zenica și Sarajevo, care continuă apoi către drumul M17. Este conectat cu alte localități de drumul regional R443 (Visoko - Kiseljak - Kresevo - Tarčin). Este situat de-a lungul căii ferate Šamac-Sarajevo. Visokogas este o companie publică responsabilă cu furnizarea de gaze naturale, care-l furnizează orașului Visoko și unor comunități locale din jur. 

## Date demografice
Populația comunei Visoko, după etnie, conform recensămintelor din 1971, 1981, 1991 și 2013 este următoarea:
| bosniaci  | 36.697 (91,88%) | 34.373 (74,46%) | 28.838 (70.50%) | 25.683 (72,34%) |
| sârbi     | 286 (0,71%)     | 7.471 (16,18%)  | 6.831 (16,70%)  | 7.166 (20,18%)  |
| croați    | 576 (1,44%)     | 1.872 (4,05%)   | 1.879 (4,59%)   | 1.914 (5,39%)   |
| iugoslavi | 0,00 (0,00%)    | 1.464 (3,17%)   | 2.783 (6,80%)   | 392 (1,10%)     |
| alții     | 2.062 (5,16%)   | 980 (2,12%)     | 570 (1,39%)     | 348 (0,98%)     |
| Total     | 39938           | 46160           | 40901           | 35503           |

### Structura etnică în 1991
Conform recensământului din 1991 structura etnică a fost următoarea:
| Structura etnică după așezările comunei Visoko |        |           |       |        |           |       |
| Așezare                                        | Total  | Musulmani | Sârbi | Croați | Iugoslavi | Alții |
| Arnautovići                                    | 487    | 479       | 5     | 0      | 2         | 1     |
| Bare                                           | 97     | 30        | 0     | 67     | 0         | 0     |
| Bešići                                         | 14     | 14        | 0     | 0      | 0         | 0     |
| Biskupići                                      | 250    | 23        | 212   | 4      | 10        | 1     |
| Bradve                                         | 1,026  | 832       | 114   | 3      | 8         | 69    |
| Brezovik                                       | 62     | 62        | 0     | 0      | 0         | 0     |
| Buci                                           | 333    | 293       | 34    | 0      | 5         | 1     |
| Bulčići                                        | 365    | 16        | 0     | 344    | 1         | 4     |
| Buzić Mahala                                   | 1,163  | 1,118     | 26    | 11     | 0         | 8     |
| Buzići                                         | 369    | 367       | 0     | 0      | 1         | 1     |
| Čakalovići                                     | 86     | 86        | 0     | 0      | 0         | 0     |
| Čekrčići                                       | 309    | 5         | 299   | 4      | 1         | 0     |
| Čifluk                                         | 171    | 102       | 68    | 0      | 0         | 1     |
| Ćatići                                         | 27     | 11        | 16    | 0      | 0         | 0     |
| Dautovci                                       | 101    | 98        | 3     | 0      | 0         | 0     |
| Dobrinje                                       | 546    | 157       | 161   | 166    | 37        | 25    |
| Dobro                                          | 84     | 66        | 18    | 0      | 0         | 0     |
| Dobro Selo                                     | 409    | 351       | 0     | 57     | 0         | 1     |
| Dol                                            | 192    | 173       | 6     | 11     | 1         | 1     |
| Dolipolje                                      | 259    | 37        | 216   | 0      | 6         | 0     |
| Dolovi                                         | 280    | 196       | 0     | 49     | 10        | 25    |
| Donja Vratnica                                 | 298    | 183       | 113   | 0      | 2         | 0     |
| Donja Zimća                                    | 656    | 32        | 422   | 142    | 32        | 28    |
| Donje Moštre                                   | 614    | 612       | 0     | 0      | 1         | 1     |
| Dvor                                           | 295    | 235       | 59    | 0      | 0         | 1     |
| Džindići                                       | 246    | 240       | 4     | 0      | 0         | 2     |
| Ginje                                          | 457    | 455       | 0     | 0      | 1         | 1     |
| Goduša                                         | 429    | 408       | 21    | 0      | 0         | 0     |
| Gorani                                         | 134    | 28        | 100   | 4      | 0         | 2     |
| Gornja Vratnica                                | 546    | 542       | 0     | 0      | 4         | 0     |
| Gornja Zimća                                   | 377    | 249       | 124   | 0      | 3         | 1     |
| Gornje Moštre                                  | 653    | 447       | 137   | 40     | 16        | 13    |
| Grad                                           | 275    | 182       | 73    | 12     | 0         | 8     |
| Grajani                                        | 480    | 417       | 46    | 0      | 2         | 15    |
| Grđevac                                        | 453    | 425       | 21    | 0      | 2         | 5     |
| Hadžići                                        | 159    | 145       | 8     | 6      | 0         | 0     |
| Hlapčevići                                     | 653    | 608       | 19    | 2      | 6         | 18    |
| Jelašje                                        | 67     | 55        | 12    | 0      | 0         | 0     |
| Kalići                                         | 404    | 391       | 10    | 1      | 0         | 2     |
| Kalotići                                       | 122    | 8         | 109   | 0      | 5         | 0     |
| Koložići                                       | 478    | 309       | 169   | 0      | 0         | 0     |
| Kondžilo                                       | 41     | 0         | 22    | 14     | 5         | 0     |
| Kopači                                         | 84     | 9         | 74    | 0      | 1         | 0     |
| Kula Banjer                                    | 715    | 331       | 348   | 20     | 9         | 7     |
| Liješevo                                       | 408    | 404       | 1     | 1      | 0         | 2     |
| Lisovo                                         | 350    | 238       | 73    | 34     | 5         | 0     |
| Loznik                                         | 439    | 438       | 0     | 0      | 0         | 1     |
| Lužnica                                        | 111    | 34        | 77    | 0      | 0         | 0     |
| Mali Trnovci                                   | 303    | 295       | 0     | 0      | 7         | 1     |
| Malo Čajno                                     | 498    | 183       | 202   | 1      | 0         | 112   |
| Maurovići                                      | 570    | 346       | 203   | 4      | 12        | 5     |
| Mladoš                                         | 0      | 0         | 0     | 0      | 0         | 0     |
| Muhašinovići                                   | 520    | 21        | 317   | 141    | 21        | 20    |
| Mulići                                         | 507    | 436       | 65    | 0      | 6         | 0     |
| Okolišće                                       | 271    | 271       | 0     | 0      | 0         | 0     |
| Orašac                                         | 576    | 538       | 37    | 0      | 1         | 0     |
| Ozrakovići                                     | 366    | 278       | 54    | 13     | 19        | 2     |
| Paljike                                        | 154    | 145       | 8     | 0      | 1         | 0     |
| Podvinjci                                      | 773    | 580       | 184   | 0      | 9         | 0     |
| Podvinje                                       | 771    | 640       | 106   | 14     | 3         | 8     |
| Poklečići                                      | 75     | 75        | 0     | 0      | 0         | 0     |
| Poriječani                                     | 243    | 242       | 0     | 1      | 0         | 0     |
| Radinovići                                     | 461    | 447       | 1     | 0      | 0         | 13    |
| Rajčići                                        | 563    | 561       | 1     | 0      | 0         | 1     |
| Ramadanovci                                    | 225    | 219       | 1     | 0      | 4         | 1     |
| Ratkovci                                       | 113    | 61        | 52    | 0      | 0         | 0     |
| Seoča                                          | 737    | 650       | 33    | 40     | 4         | 10    |
| Smršnica                                       | 271    | 260       | 11    | 0      | 0         | 0     |
| Srhinje                                        | 1,364  | 1,016     | 280   | 8      | 31        | 29    |
| Stuparići                                      | 634    | 626       | 4     | 0      | 3         | 1     |
| Svinjarevo                                     | 80     | 30        | 0     | 37     | 0         | 13    |
| Šošnje                                         | 280    | 222       | 0     | 45     | 3         | 10    |
| Taukčići                                       | 308    | 257       | 50    | 0      | 0         | 1     |
| Topuzovo Polje                                 | 311    | 149       | 153   | 3      | 4         | 2     |
| Tramošnjik                                     | 355    | 350       | 0     | 0      | 1         | 4     |
| Tujlići                                        | 273    | 202       | 61    | 0      | 1         | 9     |
| Tušnjići                                       | 555    | 377       | 123   | 33     | 13        | 9     |
| Upovac                                         | 498    | 498       | 0     | 0      | 0         | 0     |
| Uvorići                                        | 895    | 884       | 4     | 0      | 0         | 7     |
| Veliko Čajno                                   | 644    | 607       | 31    | 0      | 6         | 0     |
| Veruša                                         | 115    | 90        | 0     | 25     | 0         | 0     |
| Vidovići                                       | 93     | 88        | 4     | 0      | 0         | 1     |
| Vilenjak                                       | 157    | 93        | 56    | 2      | 3         | 3     |
| Visoko                                         | 13,663 | 10,056    | 1,641 | 395    | 1,115     | 456   |
| Vrela                                          | 367    | 47        | 305   | 8      | 2         | 5     |
| Zagorice                                       | 169    | 0         | 52    | 103    | 13        | 1     |
| Zagornica                                      | 396    | 265       | 109   | 7      | 4         | 11    |
| Zbilje                                         | 432    | 327       | 103   | 0      | 2         | 0     |
| total                                          | 46,160 | 34,373    | 7,471 | 1,872  | 1,464     | 980   |

## Istorie

### Epoca preistorică
Regiunea Visoko prezintă dovezi ale unor așezări umane continue, încă din paleolitic. Din cauza celor două râuri care trec prin Visoko, Bosna și Fojnica, bazinul Visoko a fost întotdeauna un teren fertil pentru agricultură. În perioada neolitică, zona Bosniei Centrale a jucat un rol important ca mediator între așezările de pe Coasta Mării Adriatice și Peninsula Balcanică centrală. Aceste zone urbane erau conectate de râurile Neretva și Bosna După ce Visoko a fost amplasat pe malul râului Bosna, a câștigat mult trafic economic între cele două orașe mai mari. Așezări neolitice au fost fondate pe țărmurile râurilor, în locuri cunoscute astăzi ca Arnautovići, Donje Moštre, Okolište, Zbilje, Ginje și Dvor. Arnautovići și Okolište au fost identificate ca făcând parte din cultura Kakanj. 

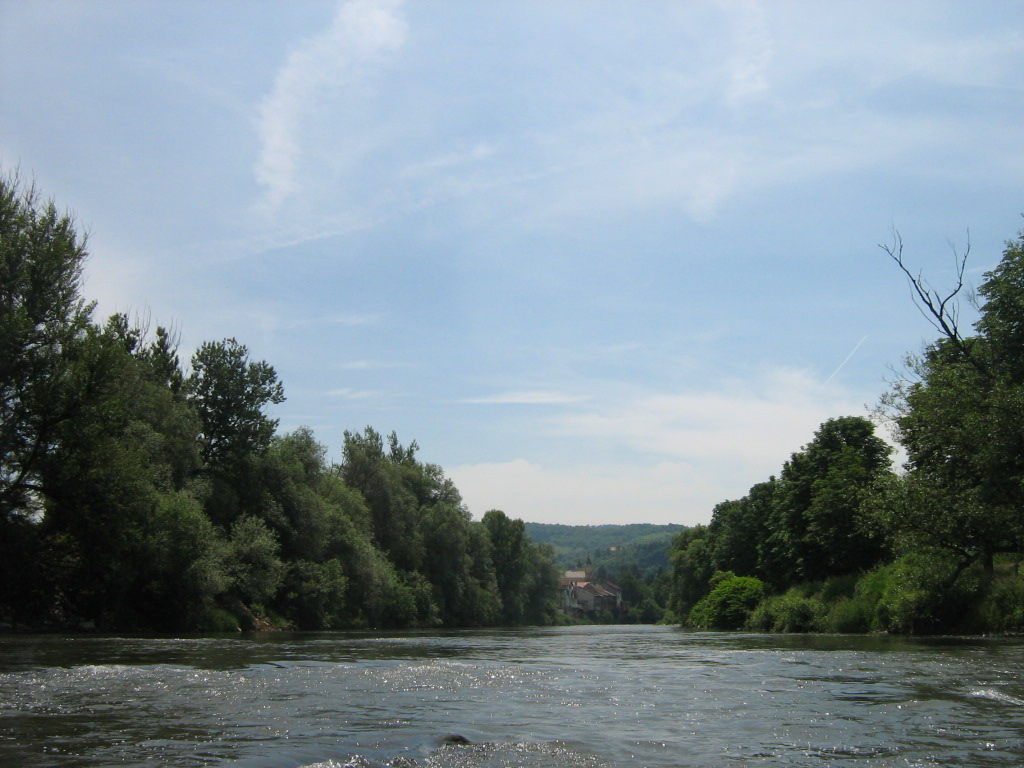
Râul Bosna

În septembrie 2007, Muzeul Național al Bosniei și Herțegovinei a continuat săpăturile arheologice din Okolište, unde se estimează că aproximativ 3.000 de persoane au trăit în așezarea fortificată în timpul neoliticului, ceea ce o face una dintre cele mai mari așezări din sud-estul Europei. Această așezare aparținea culturii Butmir. Vârsta așezării este estimată prin datarea cu carbon ca fiind din jurul anilor  4700 - 4500  î.Hr. Mai târziu, culturile neolitice au intrat în contact cu alte culturi precum Baden. În cca. anii 3000 î.Hr., au apărut primele semne ale culturii calcolitice care, posibil, au contribuit la apariția culturii Vučedol de tip sud bosniac, cu descoperiri arheologice în Donje Moštre și în locul orașului vechi Visoki. 

### Iliria și imperiul roman
Zona Visoko a fost locuită de  tribul iliric Daesitiates. Acesta a provenit din cultura epocii bronzului și a epocii fierului, ca un grup aparținând culturii bosniace centrale care a fost strâns legat de cultura Glasinac. Cele mai cunoscute dovezi arheologice sunt mormântul unui grup de războinici datat din anul 4 î.Hr., găsit în Gornji Skladovi, Vratnica.  Imperiul Roman a ocupat și a început să conducă această zonă din anul 9 d.Hr. și a construit drumuri și fortărețe în locuri precum Kralupi, Seoča și Mokronozi. Zona Visoko făcea parte din provincia Illyricum romană. 

### Bosnia Medievală (958–1463)

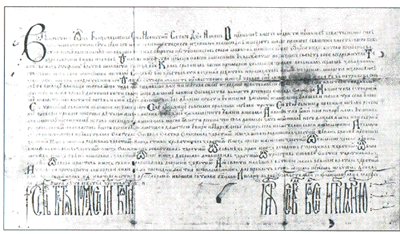
Carta regelui Tvrtko I Kotromanić

Perioada de migrație a dus la apariția de noi oameni în Balcani - slavii. Triburile ilirice autohtone de-a lungul timpului au devenit slavice, dar o mulțime de toponime au rămas la origine ilirice, cum ar fi, de exemplu, numele râului Bosna, care este un nume al țării în sine, dar și un termen pentru „așezare” care a fost folosit pentru a face referire la locul numit Bosna care a existat în zona de astăzi din Visoko. Se consideră că această zonă din bazinul Visoko a fost nucleul unui nou stat bosniac medieval care a apărut în anul 10 d.Hr.  Abia mai târziu, odată cu construcția orașului vechi Visoki, termenul va fi foarte rar folosit. 
Visoko este numit după Castelul Visoki și orașul Visoki, care au fost construite pe dealul Visočica. Podvisoki, Mile (Arnautovići de astăzi), Biskupići și Moštre - cunoscute împreună ca valea Visoko - au fost centrul timpuriu al regatului bosniac medieval. Multe carte istorice au fost întocmite și emise în valea Visoko, inclusiv carta primului rege bosniac Tvrtko I Kotromanić în 1355, In castro nostro Vizoka vocatum, care a fost și prima mențiune directă a orașului Visoki. Visoki a fost de asemenea un loc în care au fost semnate și scrise multe documente și legislații importante ale Bosniei medievale. Visoki a avut un rol defensiv în protejarea târgului comercial Podvisoki (Subvisoki), care se afla chiar sub oraș și care a fost unul dintre primele exemple de medii urbane medievale din Bosnia. Podvisoki a fost mult timp principalul centru comercial din Bosnia medievală. 

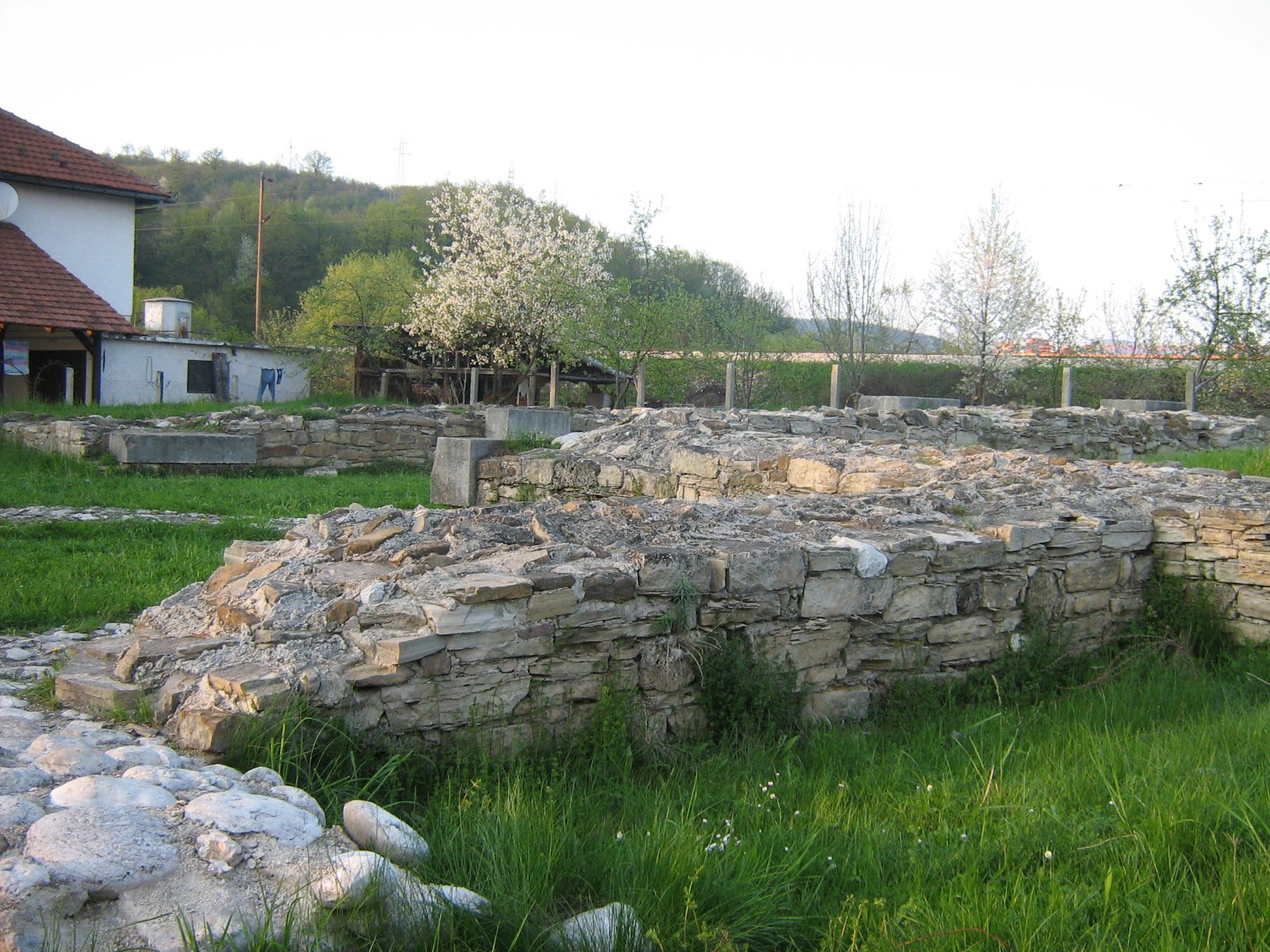
Resturile medievale ale Bisericii din Mile

Rusagul s-a întrunit la Mile, unde Tvrtko I a fost încoronat în 1377 și unde în cele din urmă a fost îngropat alături de unchiul său, Stjepan II Kotromanić, Banul Bosniei pe care Tvrtko I l-a precedat. Arhiva de stat medievală bosniacă a fost amplasată tot în acest loc. Mile este cunoscut astăzi pentru numeroasele sale morminte de regi pline de ornamente, de bani și ale altor foști conducători. În 1340, Mile era centrul bisericii Sf. Cosma și Damian (menționată pentru prima dată în 1244), iar rămășițele bisericii pot fi încă văzute. Placa Banului Kulin (datând din 1193) a fost descoperită la Biskupići, împreună cu rămășițele unei alte biserici medievale, mormintele și fundațiile mai multor alte structuri contemporane. Universitatea Moštre, fondată în 1175 a fost una dintre primele din Europa și a fost cunoscută pentru bursele sale acordate în medicină, teologie, cosmogonie și etică, cu toate că datorită legăturilor sale cu Biserica Bosniacă, nimic nu s-a păstrat din arhivele sale. Existența sa este documentată doar de o mână de referințe în arhivele Vaticanului ale inamicului ei, Biserica Catolică. 
Alte așezări medievale notabile din vecinătate includ orașul Sebinje, orașul Čajan din Gračanica - care proteja drumurile dintre Visoko și Bobovac - și orașul Bedem i Goduša. 

### Imperiul Otoman (1463-1878)

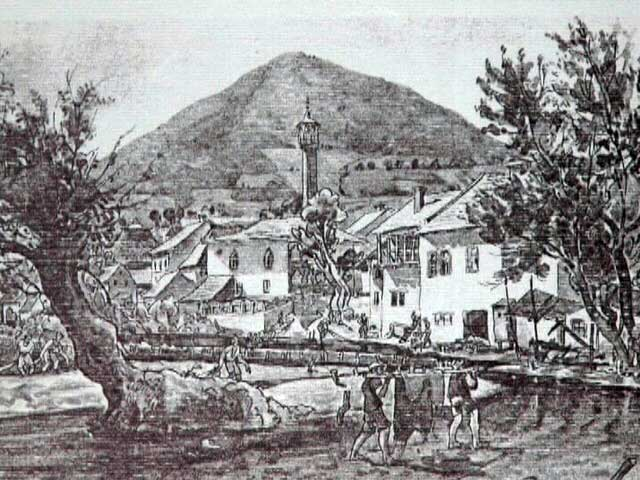
Imagine cu Visoko din perioada otomană de guvernare a Bosniei

Zona Visoko a fost cucerită de Imperiul Otoman  în jurul anului 1463 și în această perioadă s-a format orașul Visoko modern. Fondatorul orașului Visoko a fost Ajas-beg (pașa), care era originar din Visoko, dar care s-a convertit la islam de la bogomilism. Visoko era o municipalitate în acea vreme. Din 1483, un voievod a condus municipalitatea Visoko, care împreună cu serdarul (comandantul militar) a fost reprezentantul militar și al administrației. Principalul imam (reisu-l-eimme), care exista la Visoko, a îndeplinit obligațiile și îndatoririle religioase față de societate. Administrația judecătorească (sau judiciară) a fost realizată de un naib (sau judecător), care a primit ajutor în luarea deciziilor sale din partea unui juriu format din persoane respectabile din Visoko. Naibul a aplicat legea și a condus instanța sa conform șariei. 
În timpul domniei sale, până în 1477, Ajas-beg a construit băile publice (hamam), o școală primară religioasă (mekteb), un apeduct, un pod peste râul Bosna și un liceu islamic (medresă) și a fondat și o mănăstire de derviși (tekke), care se păstrează până în zilele noastre. Într-o perioadă scurtă, Visoko s-a dezvoltat în centrul administrativ al municipalității și a devenit centrul comerțului și al meșteșugurilor, precum și centrul vieții culturale și spirituale din regiune. Visoko a avut atunci aspectul unui oraș islamic în stil oriental, cu toate instituțiile sale religioase și culturale. 

### Imperiul Austro-Ungar (1878–1918)

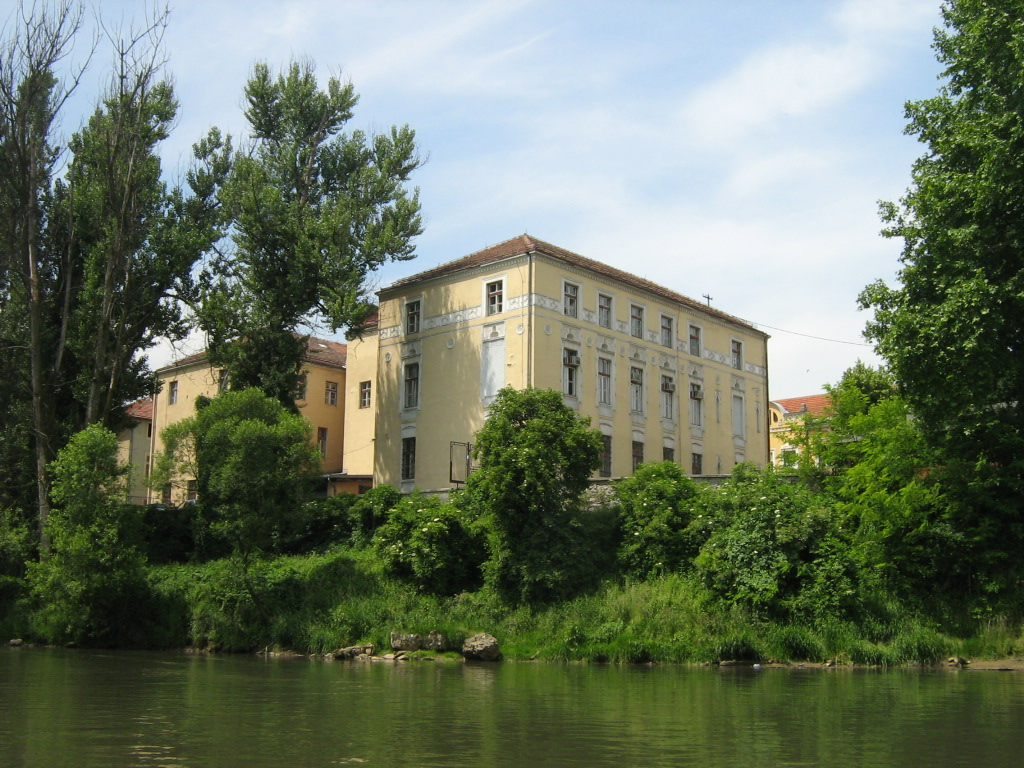
Exemplu de clădire construită în timpul conducerii austro-ungare.

Vilaietul Bosniei a fost ocupat de Austro-Ungaria în 1878 (anexat oficial în 1908) și doar câteva miliții locale au arătat rezistență și au luptat cu trupele austro-ungare. În primii ani ai noii guvernării, Visoko nu s-a schimbat semnificativ și a păstrat aspectul său în stil oriental. În 1882, Visoko a fost o așezare organizată cu un comerț dezvoltat, cu clădiri de birouri și cu alte instituții. Creșterea contactului cu cultura occidentala a dus treptat la schimbarea orașului, iar unele clădirile din acea vreme au fost construite în stil pseudo-maur. Moscheea Tabhana a fost construită în centrul orașului Visoko, iar orașul însuși a fost extins în continuare până la malurile râului Fojnica. Strada principală s-a dezvoltat în direcția așezării Jalija, situată în deltă și a avut un pod peste râul Bosna. 
Primele clădiri din această perioadă au inclus gara feroviară din 1882, palatul de justiție din 1895, o biserică cu un gimnaziu franciscan (1899–1900), biroul municipal și o școală primară din 1910. Toate au fost construite în principal tot în stilul pseudo-maur. Dezvoltarea ulterioară a orașului a fost blocată de Jangija, incendiul cel mare din 1911. Zona superioară a orașului a fost complet arsă, precum și toate casele de pe strada principală, alături de Beledija, moscheea Shadrvan și liceul. În total, 450 de case, magazine și alte clădiri mici au fost incendiate. În primăvara anului 1912, a început reconstrucția orașului, iar guvernul a decis ca toate casele să fie construite cu cărămizi și acoperiș de țiglă în stilul tradițional bosniac. După ce primarul a reconstruit Visoko, acesta a avut un amestec unic de stiluri orientale și occidentale. Unele case din această perioadă încă se găsesc în vechiul cartier al orașului. 

### 1918–1945
După Primul Război Mondial și înfrângerea Austro-Ungariei din 1918, Visoko a fost încorporat în noul Regat al Iugoslaviei. În noul stat, structura caselor nu s-a schimbat și orașul nu s-a dezvoltat prea mult. La izbucnirea celui de-al Doilea Război Mondial, Visoko a fost inclus în noul stat marionetă al Germaniei naziste, Statul Independent al Croației. Bombardierele aliate au urmărit forțele germane și pe cele ale Statului Independent al Croației și au aruncat nouă bombe în zona Visoko, distrugând ținte strategice. De-a lungul războiului, orașul nu a fost un front de luptă și nu a suferit prea multe daune din cauza războiului. Cu toate acestea, din cei 1205 de soldați din zona Visoko, 142 dintre ei au fost uciși în timpul războiului. Visoko a fost eliberat la 7 aprilie 1945 de brigăzile Krajina 7, 9 și 17 din divizia a zecea a partizanilor iugoslavi. 

### Iugoslavia socialistă (1945–1992)
După al doilea război mondial, Visoko, ca multe alte orașe din Bosnia, a început industrializarea și a continuat extinderea urbană. Din 1950, orașul s-a extins în ținuturile joase aflate de-a lungul țărmului râurilor Bosna și Fojnica, care au fost folosite mai ales ca ferme. De multă vreme, Visoko a fost cunoscută pentru industria pielii sale de calitate și odată cu noua epocă a industrializării, cea mai mare companie de piele din Iugoslavia, KTK, își avea sediul în Visoko. Pe lângă industria pielii, Visoko s-a remarcat prin industria sa textilă, comercială, metalică și alimentară, făcând orașul unul dintre cei mai mari exportatori din Republica Socialistă Federativă Iugoslavia. Până în 1991, Visoko a exportat bunuri în valoare de 92,5 milioane de dolari americani, din care 80 de milioane de dolari americani din industria de piele a companiei KTK. Datorită succesului economic al orașului Visoko, președintele iugoslav Iosip Broz Tito a venit la Visoko pentru a vizita fabricile și orașul în sine. 
În această perioadă, orașul a dezvoltat instituții necesare, precum oficiul poștal, sedii de poliție, stații depompieri, spitale, hoteluri, supermarketuri, stadioane sportive și altele. Cultura a înflorit odată cu fondarea unui teatru, muzeu, cinematograf și bibliotecă. Educația a fost, de asemenea, îmbunătățită prin construirea a trei școli noi: școala elementară Safvet-beg Bašagić, două licee cu un gimnaziu și un liceu mixt, Hazim Šabanović. În 1983, Zlatko Ugljen a primit premiul Aga Khan pentru arhitectură pentru Moscheea Albă Šerefudin (Šerefudinova Bijela džamija). La sfârșitul anilor 1980 și începutul anilor 1990 a început o urbanizare rapidă care a dus la construirea unor așezări întregi precum Naselje Luke, care este zona cea mai populată din Visoko. 

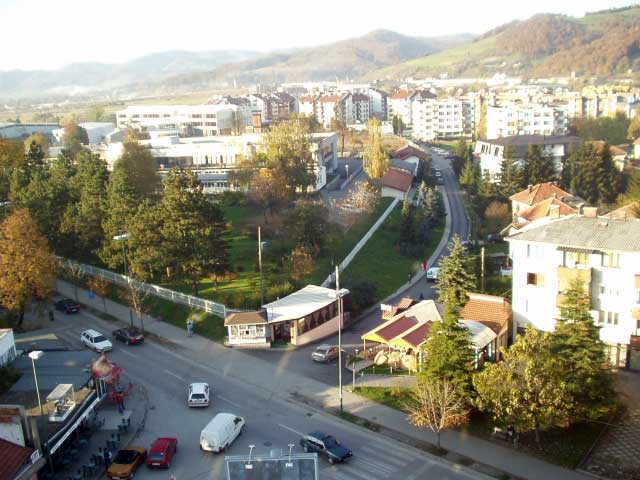
Așezământul urban modern Naselje Luke a fost construit la sfârșitul anilor '80 și începutul anilor '90

În 1953, a fost fondat clubul de handbal Visoko, RK Bosna  (anterior Vitex) care a concurat în cele din urmă și în prima ligă de handbal a Iugoslaviei. Un club de fotbal numit NK Bosna a fost creat în 1953 prin contopirea a două cluburi existente Jadran (fondat în 1923) și Radnički (fondat în 1934). Aeroclubul  Izet Kurtalić este, de asemenea, unul dintre cluburile de succes care a obținut numeroase medalii de aur și alte medalii în Iugoslavia. 

### Războiul din Bosnia (1992–1995)
La 6 aprilie 1992, a fost proclamată o stare de urgență, sârbii locali fiind deja înarmați în momentul în care au înconjurat orașul. Rezidenții locali au început să se înarmeze sau au fost înarmați de partidul naționalist SDA din Bosnia (Stranka demokratske akcije). Reacția rapidă a populației locale a împiedicat ocupația orașului prin preluarea a două cazărmi locale ale Armatei Populare Iugoslave la 26 aprilie, când forțele locale TO (de apărare a teritoriului - Liga Patriotică, Patriotska liga), recent formate, au capturat majoritatea armelor din cazarme, ceea ce a fost un moment de cotitură la începutul războiului din zona Visoko. Astfel, forțele TO au oferit sprijin de artilerie soldaților bosniaci din Sarajevo și din jurul său, lucru pentru care au fost lăudați de generalul Sefer Halilović la 24 iunie. 
La sfârșitul lunii ianuarie a început un conflict între Consiliul Croat de Apărare (HVO) din Bosnia și Armata Republicii Bosnia și Herțegovina (Armija Republike Bosne i Hercegovine, ARBiH) (creată pe baza forțelor bosniace locale TO de apărare a teritoriului). La 27 ianuarie, Visoko și unitățile învecinate au împiedicat blocada comunei Fojnica. La 2 noiembrie, unitățile Armatei Republicii Bosnia și Herțegovina au capturat Vareš din mâinile croate Consiliului Croat de Apărare, fără pierderi. Ultimele zile ale anului 1994 au dus la încetarea focului între Consiliul Croat de Apărare și Armata Republicii Bosnia și Herțegovina, ceea ce a dus la formarea unei Federații unite și cele două forțe au început să concentreze lupta asupra mult mai bine înarmatei Armate a Republicii Srpska (Војска Републике Српске/Vojska Republike Srpske; ВРС/VRS). La 15 iunie, Visoko a fost centrul pregătirilor pentru ridicarea blocadei din Sarajevo din apropiere. Deoarece forțelor Armatei Republicii Bosnia și Herțegovina  li i s-a interzis să se deplaseze pe teritoriul controlat de Consiliul Croat de Apărare (prin Kiseljak), această operațiune a fost realizată direct de la Visoko, unde forțele sârbe au fost fortificate puternic cu mult timp în urmă (aproape patru ani) cu arme mai bune. Acțiunea a fost însă executată, dar fără câștiguri semnificative, doar o parte din teritoriu a fost eliberată, iar Sarajevo a rămas sub asediu. Această mare manevră a ajutat forțele Armatei Republicii Bosnia și Herțegovina din afara Sarajevoului să captureze mai multe orașe și sate. 
În cele din urmă, prin Acordul de la Dayton s-au înlăturat toate liniile frontului, care timp de 4 ani au fost în apropierea orașului, dar niciodată nu s-au schimbat considerabil, schimbările au fost făcute doar de forțele orașului Visoko prin capturarea dealului Zimča din apropiere și a altor dealuri mici pentru a preveni ca orașul să fie înconjurat. Visoko în sine a fost puternic avariat; mai ales, resursele economice și fabricile au fost lovite intenționat, deteriorate și distruse. Prejudiciul adus economiei a fost de aproximativ 200 de milioane dolari americani. Timp de patru ani de război, unitățile din zona Visoko au pierdut 297 de soldați, 600 au fost răniți și scoși din luptă. 23 de soldați din zona Visoko au obținut cel mai mare rang în Armata Republicii Bosnia și Herțegovina, Zlatni Ljiljan (Crinul de Aur), iar 19 membri ai poliției au obținut Steaua de aur a poliției. De asemenea, civili au avut mult de suferit, mulți dintre ei fiind răniți sau uciși, cu toate că, de-a lungul întregului război, Visoko a servit ca centru pentru refugiații din toată Bosnia și Herțegovina, deoarece a fost considerat bine apărat de unitățile sale, astfel că Visoko a fost și un centru logistic al Armatei Republicii Bosnia și Herțegovina, deoarece a avut capacitați industriale și un aerodrom improvizat.

### Piramide bosniace
Visočica este un deal cu vedere către orașul Visoko. În octombrie 2005, omul de afaceri și autorul bosniac Semir Osmanagić a afirmat că acest deal și câteva dealuri din jur sunt de fapt piramide create de om mai vechi decât cele de la Giza.
Investigațiile științifice ale sitului au arătat că în zonă nu se află nicio piramidă. În plus, oamenii de știință au criticat autoritățile bosniace pentru susținerea afirmațiilor lui Semir Osmanagić spunând că „această schemă este o farsă nemiloasă pentru un public neavizat și nu are loc în lumea științei adevărate”.
Arheologii bosniaci au cerut guvernului să anuleze autorizațiile de săpături date lui Osmanagić și să se concentreze asupra lucrărilor la orașul medieval. Cu toate acestea, din 2017, Osmanagić a continuat să își deruleze proiectul de la Visočica și să lege dealul de teorii și noțiuni non-științifice care există de mult timp, cum ar fi energia liberă și astronauții antici.

## Economie

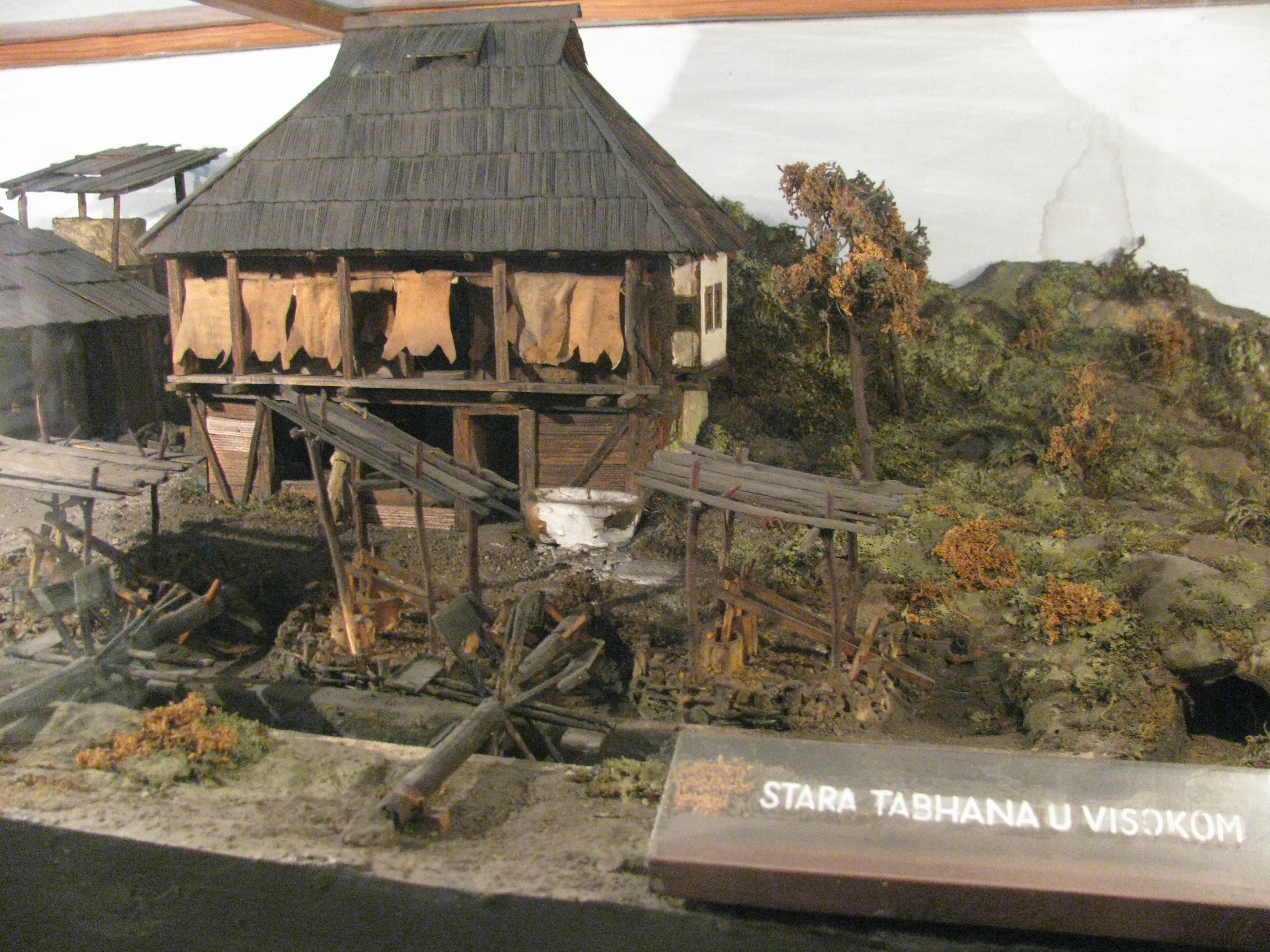
Instalație tradițională bosniacă pentru prelucrarea pielii

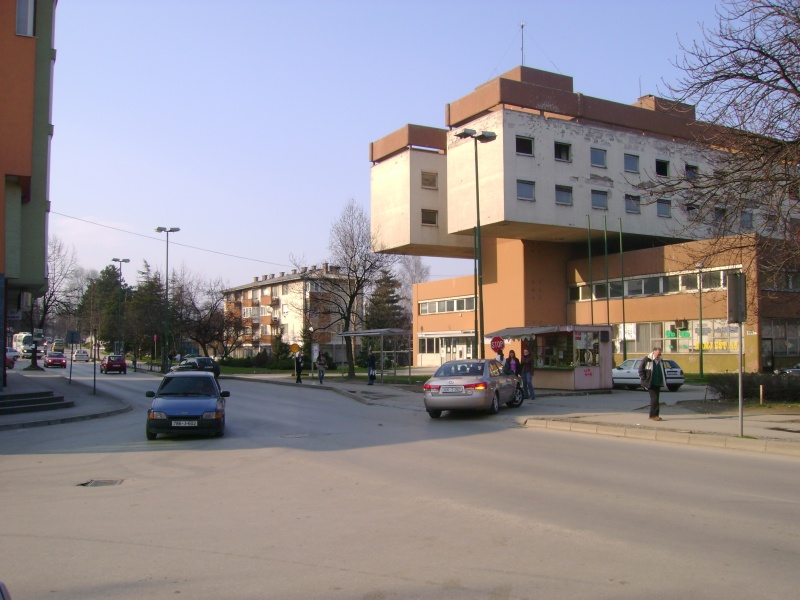
Clădirea din partea dreaptă a imaginii era fostul centru al companiei Velepromet din perioada socialistă

Visoko a experimentat o modernizare intensă în perioada socialistă până în 1991, când exporturile industriale reprezentând o proporție semnificativă a activității economice a orașului. Datele oficiale iugoslave din 1991 afirmă că Visoko a obținut peste 1 milion de dolari din export. Economia orașului a fost condusă de 20 de întreprinderi importante care au operat în industria pielii și a textilelor, conduse de KTK și Vitex. 
Războiul bosniac a distrus o mare parte a industriei, unde daunele au fost estimate la aproximativ 400 de milioane KM (marca convertibilă). Totuși, chiar și bombardamentele grele de artilerie și ale aviației nu au oprit industria din Visoko să producă bunuri pentru armata și populația civilă din Visoko și din zonă. 
Războiul a lăsat daune economiei care nu au putut fi șterse, dar se remediază încet. Din nou, industria pielii și a textilelor s-a reînnoit cu privatizarea companiei KTK și cu noua companie Prevent, care a investit peste 5 milioane KM. Astăzi, Prevent are peste 1500 de lucrători și produce produse în principal pentru export pentru industria auto europeană. Este interesant de menționat industria alimentară Vispak, care a primit certificatul Guinness la 29 iulie 2005 pentru fabricarea celei mai mari cafetiere din lume. Visoko este cunoscut în mod tradițional pentru produsele sale din carne uscată precum sujuk care  a fost fabricat cel puțin din anii 1750.  Cel mai cunoscut produs este „Visočka pečenica”, care este un mezel obținut din carne de vită de înaltă calitate. A fost fondată asociația procesatorilor de carne din Visoko, care are ca scop crearea și protejarea geografică a „Visočka pečenica” ca marcă înregistrată cu o cerere oficială depusă la 29 ianuarie.
Guvernul Federației din Bosnia și Herțegovina a prezentat raportul Ministerului Federal al Energiei, Mineritului și Industriei cu privire la performanțele companiilor din domeniul industriei în 2017, din care reiese că KTK Visoko a operat cu o pierdere de 1.482.872 KM.

### Turism
Din 2006, Visoko găzduiește zeci de mii de turiști din cauza așa-ziselor piramide bosniace promovate de Semir Osmanagić. Orașul a investit în jur de 250.000 de euro (500.000 KM) pentru turism în 2018.

## Educație

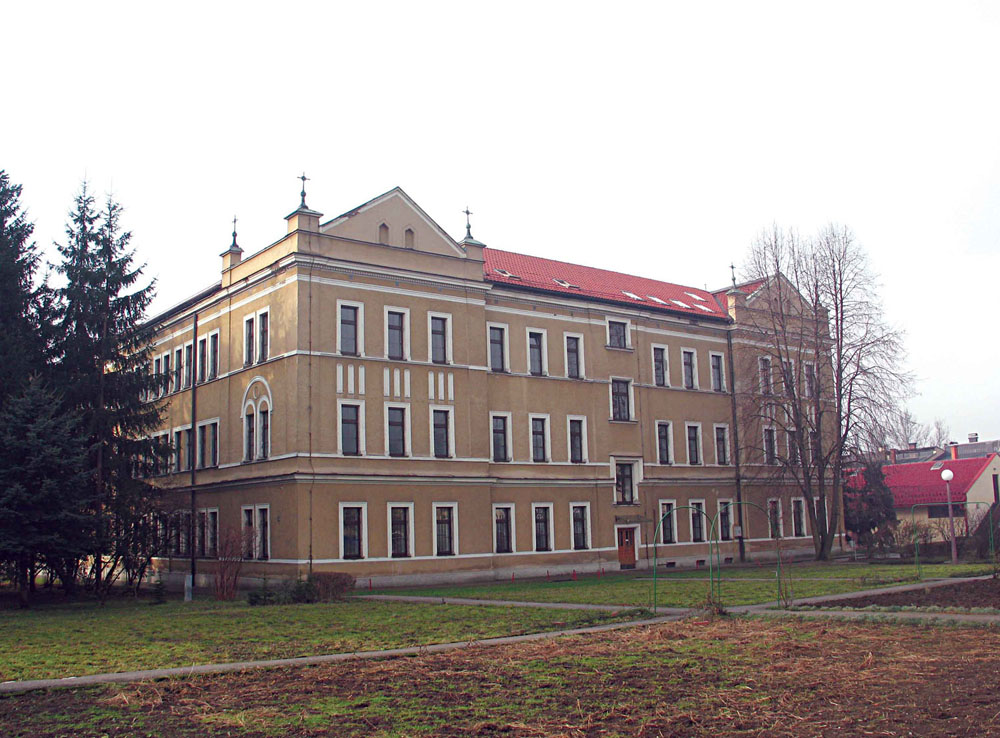
Liceul și Seminarul Franciscan Clasic aflat în Mănăstirea Sf. Bonaventura din Visoko

Nu există prea multe date detaliate despre universitățile medievale din zona Visoko sau despre locul numit Bosnia cum a fost menționat într-una din arhivele Vaticanului. În 1175 universitatea a fost menționată pentru prima dată, ca Înalta Academie a Bisericii Bosniace. Această universitate a fost cunoscută pentru bursele sale în medicină, teologie, cosmogonie și etică. Există patru documente care indică în mod direct sau indirect existența înaltei academii din zona Visoko. 
Educația modernă a început odată cu introducerea Rüșdiye  —  instituție de învățământ secundar deschisă în statul otoman după declararea edictului Tanzimat în 1839. În Visoko a fost inaugurată în 1870 și a fost închisă după anexarea austro-ungară în 1879. 
În jurul anului 1881, noile autorități au înființat Școala Municipală unde s-au ținut cursuri în casa lui Hasan-beg Zecevic. „Școala publică municipală” a fost construită la sfârșitul anului 1885, iar extinderea sa finală a fost finalizată în 1886. 
În 1900, Liceul Franciscan a fost mutat de la Mănăstirea Guča Gora (lângă Travnik) în Visoko. Această instituție este cea mai semnificativă instituție culturală și educațională a croaților din Visoko și este situată în mănăstirea Sf. Bonaventura.
În 1910 a fost construită prima școală corespunzătoare de către autoritățile austro-ungare, care mai există și astăzi: Școala Mare de la Kraljevac, care a fost redenumită ca Școala Primară „Banul Kulin” din Visoko (în bosniacă Osnovna škola "Kulin ban" Visoko) prin decizia Consiliului municipal din 20 ianuarie 1993.
Liceul din Visoko a fost fondat în 1960. Școala este formată dintr-un liceu general și unul filologic. O Școală Economică pentru studenților a fost înființată în 1969, în 1971 cele două au fost integrate și redenumită Centrul Școlar Gimnazial „Janko Balorda” care în 1993 și-a schimbat numele în școala gimnazială „Hazim Sabanovic”, iar în 1995 școala a primit noul nume, „Școala Gimnazială Mixtă Hazim Sabanovic”. Școala este formată din școli tehnice secundare și licee profesionale.
Biblioteca orașului Visoko a fost fondată în 1946. În 1953, activitatea bibliotecii a fost îmbunătățită semnificativ prin obținerea unui spațiu adecvat, prin angajarea unui bibliotecar profesionist, Nedžib Mustagrudić. Biblioteca are în prezent  aproximativ 60.000 de monografii și, după numărul de cărți, este a treia bibliotecă din Cantonul Zenica-Doboj și prima din punct de vedere al personalului profesionist.
Întrucât industria pielii a jucat un rol important în economia orașului Visoko, în 1929 un atelier tehnic de finisare a pielii denumit  „Școala Vocațională pentru Artizanat și Piele” (în bosniacă Stručno-zanatsko-kožarska škola Visoko) s-a format și a fost una dintre cele mai importante școli din Iugoslavia.
Medresa „Osman ef. Redzovic”  din Cajangrad, lângă Visoko, și-a început activitatea în războiul din 1992/93. Poartă numele imamului Osman Redžović (1884 - 1935).

## Societate și cultură

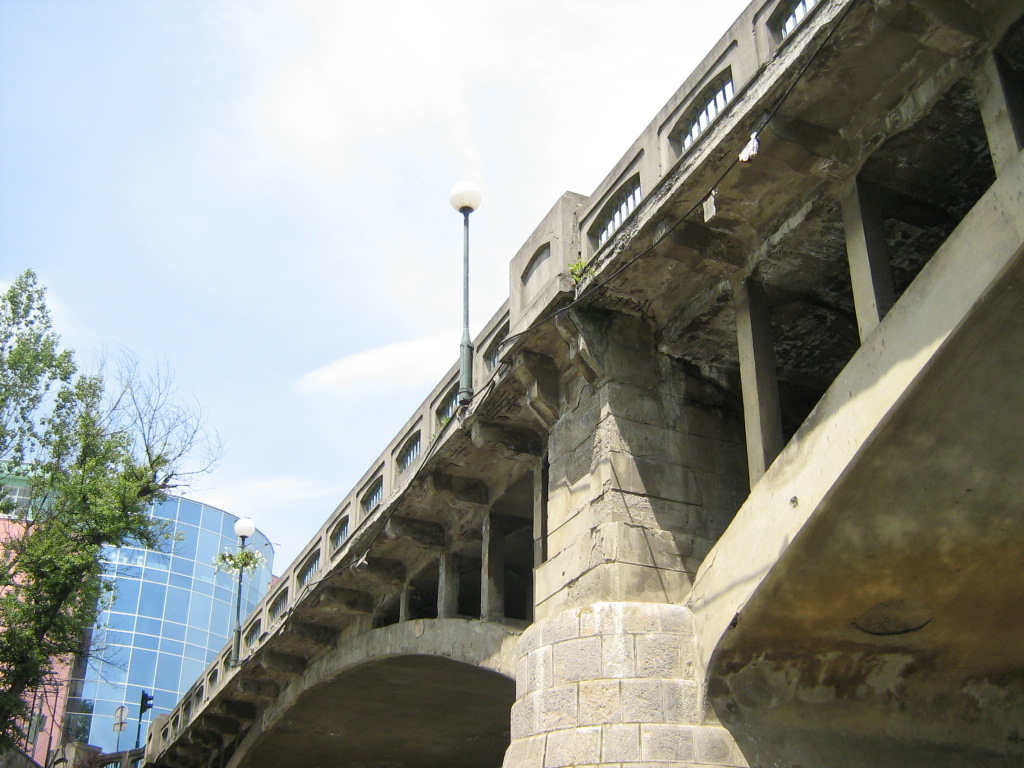
Pod de beton construit în 1928.

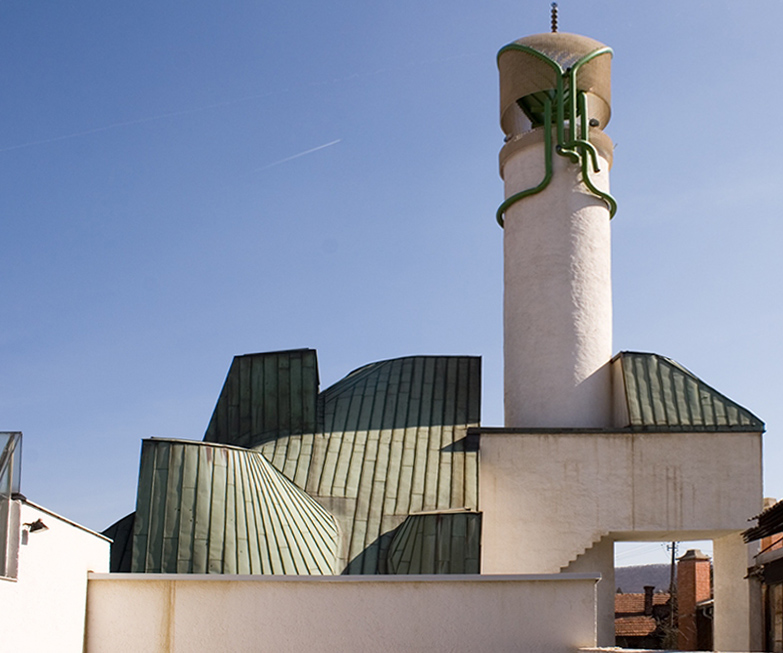
Moscheea Albă Šerefudin

### Monumente naționale și arhitectură
În Visoko există 6 monumente naționale ale Bosniei și Herțegovinei: (i) Mile, locul de adunare a nobilimii bosniace medievale și a fost unul dintre locurile unde a fost ținut Stanakul; (ii) așezământul neolitic din Okolište, cel mai mare sit arheologic al culturii Butmir; (iii) orașul vechi din Visoki, fortăreața aflată pe Dealul Visočica deasupra orașului Visoko de astăzi; (iv) ansamblul arhitectural al Bisericii Ortodoxe Sf. Procopiu din Scythopolis (construită în 1857); (v) mănăstirea franciscană a sfântului Bonaventura; și (vi) ansamblul arhitectonic al moscheii Tabačka (Tabačica) din Visoko.
Moscheea Albă Šerefudin are o mare importanță arhitecturală pentru oraș și zonă. Moscheea este creația arhitectului Zlatko Ugljen care a reconstruit-o în 1980 (moscheea originală a fost construită în 1477). Premiul cel mai notabil l-a primit în 1983, când a fost onorat cu premiul Aga Khan pentru arhitectură.

### Muzee
În Visoko există un muzeu al patriei care prezintă patrimoniul cultural și istoric al zonei Visoko și al Bosniei. Muzeul a fost fondat în 1953, cele mai mari merite aparțin comitetului de inițiativă, format din Vaso Radić, Salko Oruč, Hasan Šahinović, Avdo Čakić și alții. Majoritatea exponatelor sunt legate de statul bosniac medieval, deoarece valea Visoko (Mile, Biskupići și Moštre) a fost cândva centrul regatului bosniac. În muzeu există multe obiecte și documente din Evul Mediu, dintre care unul este un fragment din vechiul castel și orașul Visoki. În Goduša există o pate a muzeului, unde există lucrări antice ale meșteșugurilor vechi din Goduša, în principal sculpturi în lemn. Primul curator al muzeului a fost Anton Smodič. Smodič a început unele dintre primele proiecte care includ catalogarea, editarea colecțiilor, colectarea de materiale și desene tehnice și altele asemenea.

### Sănătate
Visoko are un centru de sănătate cu policlinică care a fost construit în 1953. În 2006, policlinica a fost modernizată cu echipamente moderne de laborator și computere. 

### Muzică
În Mulići, din apropiere, se află Institutul Sevdah Omer Pobrić, a cărui misiune este să păstreze muzica, tradiția și sevdalinka bosniacă.

### Sport

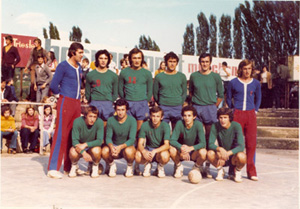
Clubul de handbal RK Bosna Visoko a câștigat locul 4 în Liga I a Iugoslaviei, în 1974

Sporturile organizate au început să apară odată cu deschiderea școlilor confesionale și de stat. În 1909, societatea Soko a fost formată și a susținut multe activități sportive. Clădirea centrului de sport la 16 iunie 1934 a permis bărbaților și femeilor în curs de dezvoltare să joace volei, fotbal și mai târziu handbal. Clubul de handbal RK Bosna Visoko a câștigat Campionatul de Handbal din Bosnia și Herțegovina în 1997 și 1999, și Cupa de Handbal din Bosnia și Herțegovina în 1998 și 2001. În sezonul 1999-00, au obținut cel mai bun rezultat internațional, pierzând cu 48-44 în optimile   de finală ale Cupei EHF, în fața viitorilor campioni RK Metković Jumbo. 
Clubul de fotbal Bosna a fost câștigătorul Ligii I în 1998, a mai câștigat Cupa Bosniei și Herțegovinei în 1999, când trei cupe diferite s-au jucat, și Supercupa din același an învingând-o pe FK Sarajevo în ambele jocuri. În Iugoslavia, clubul a reușit să intre în Liga a II-a în 1963. Aeroclubul „Izet Kurtalić”, format în 1960, a avut cea mai de succes echipă din țară, câștigând numeroase evenimente interne și internaționale. 
În perioada 28 februarie - 2 martie 2008 Sala din Visoko Mladost a fost gazda calificărilor din Grupa 2 pentru Cupa Mondială de Futsal 2008 din Brazilia. 
| Siglă | Club     | Ligi                                                                                            | Arenă          | Fondat                                           |
| ----- | -------- | ----------------------------------------------------------------------------------------------- | -------------- | ------------------------------------------------ |
|       | RK Bosna | Premier League handbal Federația de handbal din Bosnia și Herțegovina                           | Sala „Mladost” | 1953                                             |
|       | FK Bosna | Prima Ligă a Federației din Bosnia și Herțegovina Asociația de fotbal din Bosnia și Herțegovina | Stadionul Luke | 1923 (Jadran), 1934 (Radnički); Fuzionat în 1953 |

## Persoane notabile
- Adnan Mević, estimat oficial de Națiunile Unite ca persoana care a atins pragul de 6 miliarde de locuitori, în 1999.[60][61]
- Ajas-pașa, sanjak-bei bosniac otoman
- Matrakçı Nasuh, matematician și miniaturist bosniac din secolul al XVI-lea, a inventat jocul Matrak.[62][63][64][65][66]
- Mustafa Cerić, fostul Mare Muftiu al Bosniei și Herțegovinei (1993 - 2012)
- Zaim Muzaferija, actor
- Slaviša Vukićević, jucător de fotbal
- Haris Mujezinović, jucător de baschet
- Elvedina Muzaferija, schior alpin
- Enes Begović, cântăreț
- Ognjen Prica (1899–1941), Eroul Național al Iugoslaviei și politician de stânga care și-a petrecut copilăria în oraș (1900–1912)

## Orașe gemene
- Bjelovar, Croatia[67]
- Kartal, Turkey[68]